# Roger Waters
George Roger Waters (nascut el 6 de setembre de 1943 a Great Bookham, Surrey, Regne Unit) és un músic i compositor britànic de rock and roll conegut per ser cofundador, baixista, vocalista i compositor del grup Pink Floyd, considerat una de les bandes més influents en la història de la música moderna. A Pink Floyd, Waters assumiria el control creatiu de la banda a mitjans dels anys 1970, arribant a ser el compositor principal de les lletres i de gairebé tota la música, després de la marxa de Syd Barrett. A més de ser el baixista, va ser un dels cantants i va experimentar amb sintetitzadors, loops, guitarra elèctrica i acústica. Amb ell, Pink Floyd va aconseguir èxit mundial en la dècada de 1970 gràcies als seus àlbums conceptuals The Dark Side of the Moon, Wish You Were Here, Animals i The Wall. Va deixar la banda en 1985 a causa de diferències creatives i legals amb els altres integrants. Resolta la disputa en 1987, van passar gairebé 18 anys perquè tornés a tocar amb la banda. Cap a 2010, el grup havia venut més de 250 milions de discos; només als Estats Units, 74 milions d'àlbums.
El 1970, va compondre en col·laboració amb Ron Geesin, Music from The Bodi, banda sonora del film documental The Bodi, de Roy Battersby, sobre la biologia humana. Va gravar en estudi quatre discos en solitari: The Pros and Cons of Hitch Hiking (1984), Ràdio K.A.O.S. (1987), Amused to Death (1992) i Is This the Life We Really Want? (2017). En 1986, va contribuir a la banda sonora de la pel·lícula Quan el vent bufa. En 1990, va organitzar un dels concerts amb més assistència de la història, The Wall - Live in Berlin, amb 300 000 espectadors.
El 1996, va ser admès en el Saló de la Fama del Rock dels Estats Units i del Regne Unit com a membre de Pink Floyd. Des de 1999 ha fet diverses gires. Des de 1989 va treballar en l'òpera Ça Ira, estrenada en 2005, però que un any abans va tenir el seu prémiere en les celebracions per l'ingrés de Malta a la Unió Europea. El 2 de juliol de 2005, es va reunir amb els seus excompanys de Pink Floyd per al concert benèfic Live 8, l'única aparició de Waters amb la banda des de la seva última actuació feia 24 anys.
El 2010 va donar principi The Wall Live, una gira mundial on interpreta The Wall al complet. Durant aquesta, el 12 de maig de 2011, a The O2 Arena, Gilmour i Mason van tornar a compartir l'escenari amb Waters, Gilmour tocant «Comfortably Numb» i Gilmour i Mason al costat de Waters a «Outside the Wall».
Waters s'ha casat cinc vegades i és pare d'una filla i dos fills. El 2011 es va comprometre amb l'actriu i directora Laurie Durning. Es van casar el 2012 i al setembre de 2015 van començar els tràmits per al seu divorci.

## Joventut (1943-1967)
Roger Waters, el més jove de dos germans, va néixer a Great Bookham, Surrey, fill d'Eric Fletcher Waters i Mary. El seu pare, net d'un miner del comtat de Durham i destacat líder del Partit Laborista, era mestre d'escola, cristià devot, pacifista i, més tard, membre del Partit Comunista de Gran Bretanya. El 1939, previ a la guerra, Eric Fletcher, pacifista des d'una perspectiva cristiana, va ser declarat objector de consciència, per la qual cosa va conduir una ambulància durant els bombardejos nazis sobre el Regne Unit i durant els primers anys de la Segona Guerra Mundial. Més endavant, va abandonar el seu pacifisme impulsat per la seva militància comunista i antifeixista i es va unir a la infanteria de l'Exèrcit britànic. Va morir en combat al costat de la Companyia Z, 8è Batalló del Regiment d'Infanteria Royal Fusiliers durant la batalla d'Anzio, Itàlia, el febrer de 1944, quan Roger tan sols tenia cinc mesos. Després de la mort del seu marit, la mare de Roger, Mary, també mestra, es va mudar al costat dels seus dos fills a Cambridge.
Waters va assistir a Cambridge a l'escola Morley Memorial Júnior School i després al Cambridgeshire High School per a nois (li van canviar el nom posteriorment a Hills Road Sixth Form College) on va conèixer a Syd Barrett, mentre que un altre dels seus futurs companys musicals, David Gilmour, vivia a prop i assistia a The Perse School.
Als quinze anys va presidir en nom de Cambridge la Campanya Anual per al Desarmament Nuclear (YCND, en anglès), per la qual va dissenyar pòsters publicitaris, i va participar en l'organització de la mateixa. Tot i ser bon esportista i un membre destacat dels equips de críquet i rugby, segons Waters, a la seva experiència educacional li faltava alguna cosa:
| « | ...traient els jocs, odiava cada segon. El sistema era molt estricte… els mateixos nois predestinats a ser intimidats per altres nois, que també eren susceptibles de ser-ho pels professors. | » |

Mentre que Waters va conèixer a Barrett i Gilmour a Cambridge, als altres dos fundadors de Pink Floyd, Nick Mason i Rick Wright, els va conèixer a l'escola d'arquitectura de la Universitat de Westminster, Londres, on va entrar el 1962 després de realitzar una sèrie de proves vocacionals, que deixaven entreveure que podria ser un camp adequat per a ell.

## Pink Floyd (1965-1985)

### Formació i època Barrett

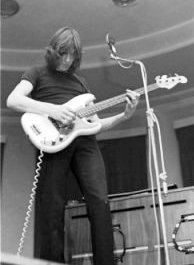
Roger Waters tocant amb Pink Floyd en el Refectory Hall de la Universitat de Leeds el 1970.

Al llarg del mes de setembre de 1963, Waters i Mason van començar a perdre interès en els estudis, i van decidir mudar-se a un entresòl a Stanhope Gardens, a un local el propietari del qual, Mike Leonard, era tutor a temps parcial al Regent Street Polytechnic. Waters, Mason i Wright van tocar junts per primera vegada el 1963, en una banda completada pel vocalista Keith Noble i el baixista Clive Metcalfe. Es feien dir Sigma 6, encara que a vegades tocaven sota el nom de Meggadeaths. Waters tocava la guitarra rítmica; Mason, la bateria i, Wright, qualsevol teclat que trobés, mentre que la germana de Noble, Sheilagh, col·laborava esporàdicament amb els cors. En els seus inicis van fer actuacions privades i assajaven en un saló de te al soterrani del Regent Street Polytechnic.
Quan Metcalfe i Noble van abandonar el grup per a formar una altra banda el setembre de 1963, la resta va demanar a Barrett i al guitarrista Bob Klose que s'unissin al grup. Al gener de 1964 la banda va començar a dir-se The Abdabs o The (Screaming) Abdabs. Durant el període tardorenc de 1964 van usar diversos noms; Leonard's Lodgers, The Spectrum Five i finalment, The Tea Set. En algun moment de la tardor de 1965, The Tea Set van començar a dir-se The Pink Floyd Sound, després The Pink Floyd i finalment, Pink Floyd.
A principis de 1966 Barrett s'havia convertit en el guitarrista, principal compositor i líder de Pink Floyd. Del seu àlbum debut The Piper at the Gates of Dawn, llançat a l'agost de 1967, va compondre o va coescriure totes les cançons, excepte una. Waters va contribuir a l'àlbum amb la cançó «Take Up Thy Stethoscope and Walk», la seva primera composició en solitari fins avui. No obstant això, finals de 1967, els problemes mentals de Barrett i el seu creixent comportament erràtic, el van incapacitar «conscient o inconscientment» per a continuar sent el guitarrista líder i compositor principal de la banda. Va arribar un moment en què treballar amb Barrett era massa difícil, per la qual cosa al començament de març de 1968 Pink Floyd va mantenir una reunió amb els seus mànagers Peter Jenner i Andrew King de la productora Blackhill Enterprises per a discutir sobre el futur del grup. Després de les negociacions, Barrett va acceptar abandonar Pink Floyd i la banda va arribar a un acord amb Blackhill Enterprises perquè aquest pogués continuar cobrant per les «activitats passades». El nou mànager de la banda, Steve O'Rourke, va fer un anunci públic sobre la marxa de Barrett i l'arribada de David Gilmour a l'abril de 1968. El 1969, Waters es va casar amb la seva parella de tota la vida Judy Trim; no van tenir fills i es van separar en 1976.

### Època Waters

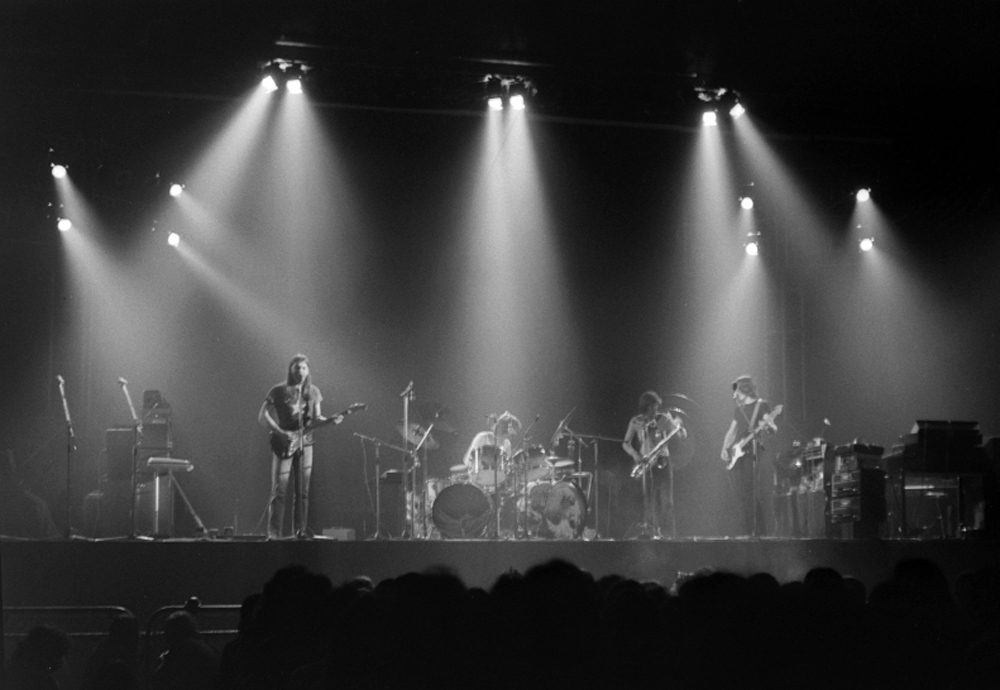
Pink Floyd tocant Dark Side of the Moon a l'Earls Court el 1973.

Després de la sortida de Barrett el març de 1968, Waters va omplir el buit prenent les regnes de la direcció artística de Pink Floyd. Es va convertir en el principal compositor i lletrista, a més de compartir les labors de vocalista amb Gilmour. Waters va compondre la majoria de les lletres dels cinc discos de Pink Floyd previs a la seva marxa, començant amb The Dark Side of the Moon (1973) i acabant amb The Final Cut (1983), mentre exercia cada vegada més el control sobre la banda i la seva música. The Dark Side of the Moon és un dels discos més reeixits del rock contemporani de tots els temps. Va romandre en les llistes 749 setmanes (catorze anys), sent així l'àlbum que més temps ha romàs en llistes de la història. El 2004 continuava venent unes 8.000 unitats per setmana. Segons el biògraf de Pink Floyd Glen Povey, Dark Side és el tercer disc més venut a nivell mundial i el vint-i-unè més venut als Estats Units.
Waters va produir idees temàtiques que es van convertir en l'espina dorsal dels àlbums conceptuals The Dark Side of the Moon (1973), Wish You Were Here (1975), Animals (1977) i The Wall (1979) —composts en la seva major part per Waters— i The Final Cut (1983) —compost íntegrament per ell. Un tema recurrent en els seus treballs és la guerra i els seus costs i la mort del seu pare en combat amb cançons com a «Corporal Clegg» del disc A Saucerful Of Secrets, «Free Four» de Obscured By Clouds, «Us and Them» de The Dark Side of the Moon o «When the Tigers Broke Free», composta per a la pel·lícula The Wall de 1982, inclosa més endavant al costat de «The Fletcher Memorial Home» a The Final Cut, àlbum dedicat a la memòria del seu pare. La temàtica i composició de The Wall va estar influïda per la seva educació dins d'una societat britànica plena d'homes desgastats per la Segona Guerra Mundial.
Waters va compondre gairebé tot The Wall, basat en gran part en la vida personal del músic. El disc ha venut més de 23 milions de còpies només als Estats Units i segons la RIAA és un dels tres més venuts de la història del país. Pink Floyd va contractar a Bob Ezrin per a la coproducció del mateix i al dibuixant Gerald Scarfe per a crear la portada. La banda va tocar per última vegada en directe The Wall el 16 de juny de 1981, a l'Earls Court, Londres, en la que va ser la última aparició de Waters amb Pink Floyd fins a la breu reunió del 2 de juliol de 2005 per al concert Live 8 a l'Hyde Park de Londres, 24 anys després.
| «               | Penso que temes com «Comfortably Numb» van ser les últimes brases restants de l'habilitat de Roger i meu per col·laborar conjuntament. | » |
| — David Gilmour | |   |

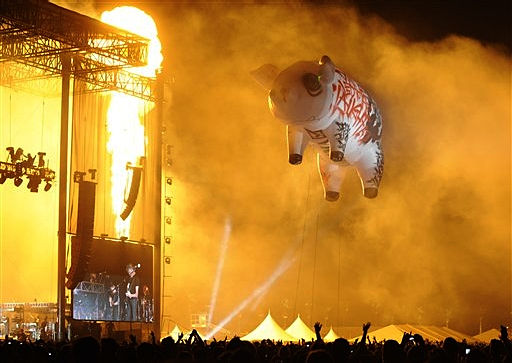
El porc volador patentat que Roger Waters continua usant en els seus concerts

El març de 1983, es va llançar al mercat l'última col·laboració Waters, Gilmour i Mason, The Final Cut. L'àlbum es va subtitular com «un rèquiem per al somni de postguerra de Roger Waters, interpretat per Pink Floyd». Waters apareix acreditat com a únic compositor i lletrista del disc. Les seves lletres per al disc critiquen el govern del Partit Conservador del Regne Unit de l'època de Margaret Thatcher, arriba fins i tot a esmentar-la pel seu nom. En començar, Gilmour no tenia material per al nou àlbum, per la qual cosa li va demanar a Waters que retardés els enregistraments per a tenir temps de compondre, fet al que aquest es va negar. Segons Mason, després d'una lluita de poder dins de la banda i discussions creatives sobre el disc, el nom de Gilmour «va desaparèixer» dels crèdits de producció, a pesar que va continuar cobrant. En la ressenya del disc feta per la revista Rolling Stone va rebre la màxima puntuació possible i Kurt Loder el va denominar «un assoliment superlatiu» i «una peça mestra d'art rock». Loder va considerar el disc com «un àlbum en solitari de Waters».Waters va abandonar Pink Floyd el 1985, en mig de les diferències creatives dins de la banda, iniciant així una batalla legal per l'ús del nom del grup, i del material gravat. El desembre 1985 Waters es va acollir a la clàusula de «membre sortint» del seu contracte amb EMI i CBS. L'octubre de 1986, va iniciar els tràmits davant la justícia per dissoldre formalment Pink Floyd. En el seu alegat davant dels tribunals va dir que Pink Floyd era «una entitat acabada creativament». Gilmour i Mason s'hi van oposar frontalment i van anunciar la seva intenció de continuar amb la banda. Waters diu que va ser força a renunciar com ho va fer Wright uns anys abans i va decidir deixar Pink Floyd basant-se en consideracions legals, dient:
| « | ... perquè, si no ho hagués fet, les repercussions econòmiques m'haurien aniquilat completament. | » |

Finalment, el desembre de 1987, Waters i Pink Floyd van tancar un tracte:
| «       | Finalment vam arribar a un acord amb Roger. La nit de Nadal de 1987, David i Roger van convocar una reunió a la casa flotant Astoria amb Jerome Walton, el comptable de David. Jerome va redactar laboriosament un acord. En essència, l'arranjament permetia a Roger alliberar-se del compromís que tenia amb Steve [O'Rourke], mentre que David i jo podíem continuar treballant amb el nom de Pink Floyd. Al final el tribunal va acceptar la versió de Jerome com a document definitiu i el va segellar degudament. | » |
| — Mason | |   |

Waters es va deslliurar de les obligacions contractuals amb O'Rourke i va mantenir els drets d'autor del concepte de The Wall i del porc inflable amb marca registrada. Pink Floyd va editar tres discos d'estudi sota la direcció de Gilmour: A Momentary Lapse of Reason (1987), The Division Bell (1994) i The Endless River (2014). A data de 2006, s'estima que Pink Floyd havia venut més de 250 milions en el món, incloent 74 milions i mig d'ells als Estats Units.
Quant a la seva vida personal, el 1974, després de la seva ruptura amb Judy Trim, es va comprometre amb lady Carolyne Christie, la neboda del jugador de tennis Lawrence Dundas, marquès de Zetland. Amb Christie va tenir un fill, Harry Waters, teclista de la banda de directe del seu pare des de 2006, i una filla, l'India Waters.

## Carrera en solitari (1984 en endavant)

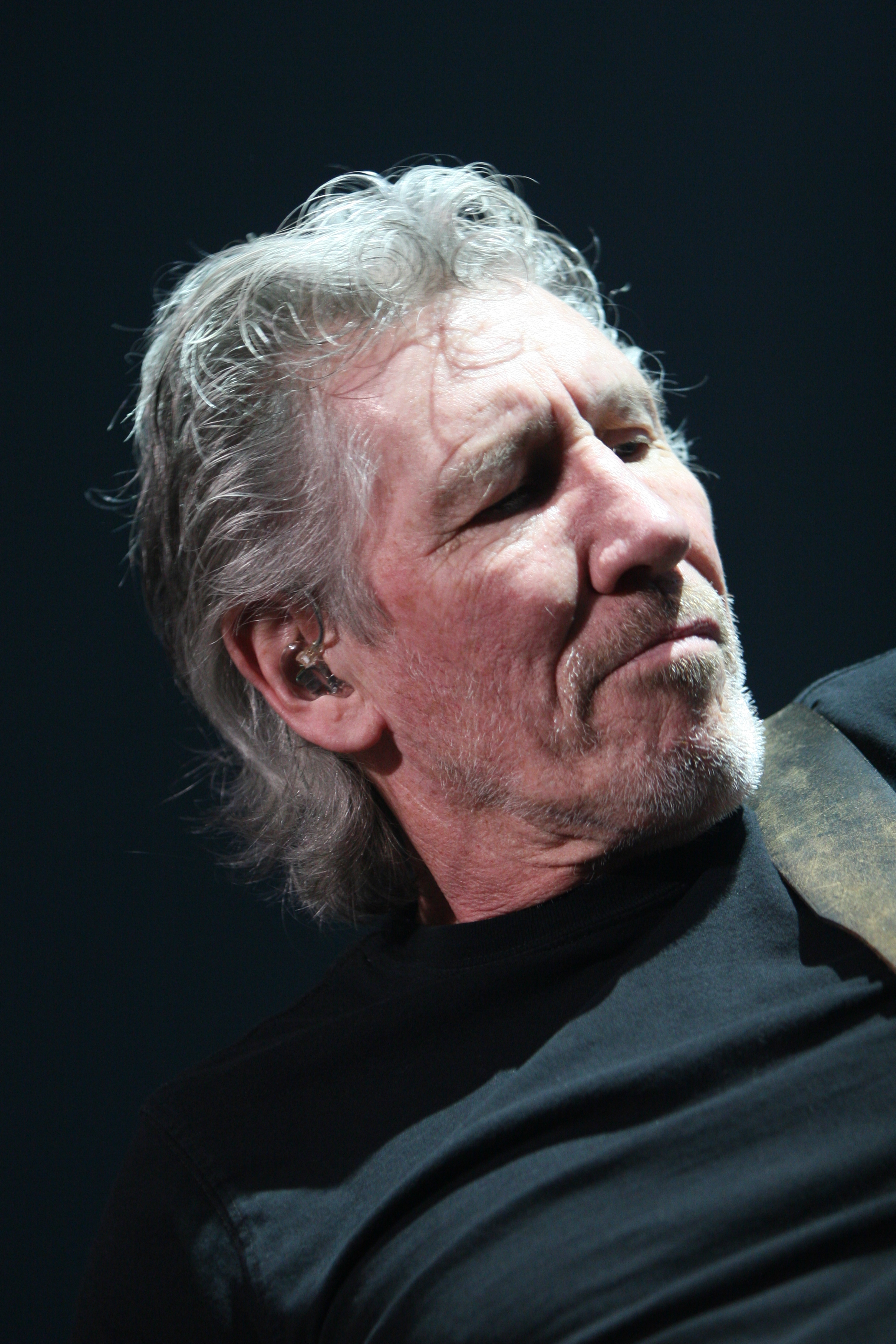
Roger Waters en solitari l'any 2011 durant la gira The Wall Live

### 1984-1996
Després del llançament de The Final Cut, Waters es va embarcar en una carrera en solitari del qual van sortir tres àlbums conceptuals i una banda sonora. El 1984, va llançar el primer d'ells, The Pros and Cons of Hitch Hiking, un projecte que tracta sobre els somnis que té un home una nit, un àlbum conceptual que narra els somnis nocturns d'un home que viu una travessia fictícia des de les 4:30 AM fins a les 5:11 AM, en un viatge que explora totes les sensacions i desitjos de la vida. Tracta els sentiments de Waters respecte al seu matrimoni fallit amb Judy Trim, el sexe i els pros i contres de la monogàmia i la vida familiar en contraposició a «la crida del salvatge». El personatge principal, Reg, tria l'amor i el matrimoni enfront de la promiscuïtat.
El disc compta amb la col·laboració del guitarrista Eric Clapton, el saxofonista de jazz David Sanborn, el teclista Andy Bown i el disseny artístic de Gerald Scarfe. El crític de Rolling Stone Kurt Loder va descriure The Pros And Cons Of Hitch Hiking com «un disc estranyament estàtic i una miqueta repulsiu». La revista li va concedir la puntuació més baixa: una sola estrella. Mike DeGagne de Allmusic va lloar el disc pel seu, «enginyós simbolisme» i pel seu «ús brillant del flux de consciència dins d'un regne de subconsciencia», atorgant-li quatre de cinc estrelles possibles. Waters va rebre crítiques per la portada, que mostra a una dona nua amb una motxilla vermella, va ser censurada per molts com sexista.
Waters va començar una gira amb l'ajuda de Clapton, una nova banda, material nou i va incloure una selecció de cançons de Pink Floyd. La gira The Pros and Cons of Hitch Hiking va començar a Estocolm el 16 de juny de 1984. No van vendre les entrades previstes i alguns dels concerts en recintes grans van haver de cancel·lar-se. Segons les seves pròpies estimacions, va perdre unes 400.000 £ a causa de la gira. Al març de 1985, Waters es va embarcar en la gira The Pros and Cons Plus Some Old Pink Floyd Stuff-North America Tour 1985 per sales de concert més petites dels Estats Units. La RIAA li va concedir un disc d'or a The Pros and Cons of Hitch Hiking el 1995.
El 1986, Waters va contribuir a la banda sonora de la pel·lícula Quan el vent bufa. La seva banda, que incloïa a Paul Carrack va ser batejada com The Bleeding Heart Band. El 1987, Waters va editar Radio K.A.O.S., un àlbum conceptual, comercial on el baixista va mostrar la seva vessant més pop, basat en un home mut anomenat Billy, provinent d'un empobrit poble miner de Gal·les, qui té l'habilitat de sintonitzar les ones de ràdio al seu cap. Billy comença aprenent a comunicar-se amb un DJ de la ràdio, i aconsegueix controlar tots els ordinadors del planeta. Enfadat per l'estat del món en què habita, simula un atac nuclear. Al llançament del disc li va seguir una gira de promoció aquest any.
El juliol de 1990, mesos després de la caiguda del Mur de Berlín al novembre de 1989, Waters va organitzar un dels concerts de rock més grans de la història, The Wall - Live in Berlin, muntat en un terreny buit entre Potsdamer Platz i la Porta de Brandenburg, amb una assistència estimada de 300.000 persones. Leonard Cheshire li va demanar que organitzés l'esdeveniment per a recaptar fons per a caritat. Artistes com Joni Mitchell, Van Morrison, Cyndi Lauper, Bryan Adams, Scorpions o Sinéad O'Connor el van acompanyar. Waters també va utilitzar a l'orquestra simfònica d'Alemanya de l'Est i el seu cor, una banda soviètica i dos helicòpters pertanyents a l'armada estatunidenca. Mark Fisher va dissenyar un mur d'uns 25 metres d'alt i 170 de llarg per a l'esdeveniment i es van usar inflables dissenyats per Scarfe a gran escala. A pesar que molts artistes van rebre invitacions per a participar en l'esdeveniment, Gilmour, Mason i Wright, no van ser convidats. Waters va llançar un àlbum doble de l'actuació que va acabar obtenint la certificació de platí per la RIAA en 1992.
El 1990, Waters va contractar al mánager Mark Fenwick i va abandonar EMI per a signar un contracte amb Columbia. Es va divorciar de la seva segona esposa, Carolyne Christie, i va llançar al mercat el seu tercer disc d'estudi, Amused to Death, en 1992.
L'àlbum està molt influenciat per les Protestes de la Plaça de Tian'anmen de 1989 i la Guerra del Golf, criticant la idea que la guerra es convertís en un tema d'entreteniment, sobretot en la televisió. El títol es basa en el llibre de Neil Postman Amusing Ourselves to Death. Patrick Leonard, qui havia treballat en A Momentary Lapse of Reason, va ser el coproductor. Jeff Beck va exercir de guitarrista líder en la majoria de les pistes del disc, gravat amb una enorme quantitat de músics d'estudi i en deu estudis discogràfics. És el disc en solitari de Waters amb millor recepció crítica, arribant-se a comparar-lo amb alguns dels seus treballs amb Pink Floyd. Waters va descriure el disc com un «treball sensacional», assenyalant-lo al costat de Dark Side Of The Moon i The Wall com un dels millors de la seva carrera. Del disc en va publicar un reeixit senzill, la cançó «What God Wants, Pt. 1», que va arribar al lloc número 35 de les llistes britàniques el setembre de 1992 i al lloc número cinc de la llista Hot Mainstream Rock Tracks de la revista Billboard als Estats Units. Amused to Death va ser certificat disc de plata al Regne Unit per la British Phonographic Industry. Les vendes totals d'Amused to Death s'estimen en un milió de còpies venudes i el disc no va comptar amb una gira de promoció. La primera vegada que Waters va tocar alguna cançó del disc en directe va ser set anys després en la seva gira In the Flesh.
Waters va ser inclòs en el Rock and Roll Hall of Fame al costat dels seus companys de Pink Floyd el 1996, mentre que el 2005 s'hi va incloure a la banda en el Saló de la Fama del Rock and Roll del Regne Unit.

### 1999-2004
El 1999, després de gairebé dotze anys sense sortir de gira i set anys apartat de la indústria musical, Waters es va embarcar en el In the Flesh Tour, on tocava cançons de la seva època de Pink Floyd i de la seva època en solitari. La gira pels Estats Units va ser un èxit comercial, per la qual cosa alguns dels recintes van haver de ser canviats per uns altres més grans. Finalment la gira es va allargar gairebé tres anys i va recórrer tot el món. Se'n van editar un CD i un DVD de la gira anomenat In the Flesh Live. En molts concerts de la gira va tocar dues noves cançons com bisos: «Flickering Flame» i «Each Small Candle».
Waters es va divorciar de Phillips el 2001, a meitat de la gira, que va acabar amb una actuació davant de 70.000 persones al Glastonbury Festival of Performing Arts al juny de 2002, on va tocar quinze cançons de Pink Floyd i cinc de la seva carrera en solitari. El 2004 es va comprometre amb la cineasta Laurie Durning, es va pronunciar en contra de la llei sobre la il·legalització de la caça (sobretot la caça de la guineu) i fins i tot va assistir a marxes i va organitzar un concert en suport de la Countryside Alliance (associació que defensa la vida en el camp, incloent la caça). Waters va explicar:
| « | Estic desil·lusionat amb l'atmosfera política i filosòfica d'Anglaterra. El projecte de llei anti-caça va ser suficient perquè marxés del país. Vaig fer el que vaig poder, vaig organitzar un concert i vaig escriure un parell d'articles, però em va fer sentir avergonyit de ser anglès. Vaig assistir a les dues marxes a Hyde Park de la Countryside Alliance. Érem centenars de milers allà. Anglesos bons i honrats. Ha estat una de les legislacions més divisòries del Regne Unit. No és una qüestió que estiguis d'acord o no amb la caça de la guineu, però ho defensaré incondicionalment. | » |

A l'octubre de 2005, va aclarir el fet, dient: «Torno al Regne Unit bastant sovint. No vaig marxar com a protesta per la prohibició de caçar; seguia els passos d'un fill després d'un divorci». Després d'anar-se'n d'Anglaterra, es va instal·lar en Long Island, Nova York, al costat de la seva promesa Laurie Durning. A mitjan 2004, la productora Miramax va anunciar que s'anava a estrenar un musical de The Wall a Broadway amb la participació de Waters en la creació artística. Es va informar que el musical anava a incloure no sols les pistes de The Wall, sinó també cançons de Dark Side of the Moon, Wish You Were Here i altres discos de Pink Floyd, a més de material nou. L'1 de maig de 2004, en les celebracions amb motiu de l'entrada de Malta a la Unió Europea, van sonar parts de l'òpera Ça Ira incloent la seva obertura. Gert Hof es va encarregar de barrejar els passatges de l'òpera en una sola peça musical que va sonar com a acompanyament d'un gran desplegament de luminotècnia i focs artificials sobre el Gran Port de la Valeta. Al juliol de 2004, Waters va llançar dues noves cançons a través d'internet: «To Kill the Child», inspirada en la Invasió de l'Iraq de 2003 i «Leaving Beirut», inspirada en els seus viatges a l'Orient Mitjà de la seva adolescència. Les lletres de «Leaving Beirut» contenen forts atacs a l'expresident dels Estats Units George W. Bush i al primer ministre britànic Tony Blair. Després del terratrèmol de l'oceà Índic de 2004 i el subsegüent desastre en forma de tsunami, Waters va tocar «Wish You Were Here» al costat d'Eric Clapton durant un concert benèfic de la cadena televisiva NBC.

### 2005-actualitat
En julio de 2005, Waters se reunió con Mason, Wright y Gilmour para lo que supondría su última actuación juntos en el concierto benéfico Live 8 de 2005 en el Hyde Park de Londres. Esta ha sido la única reunión de Pink Floyd con Waters desde su último concierto de promoción de The Wall en Earls Court, Londres, 24 años antes. Tocaron seis canciones en una actuación de 23 minutos, incluyendo «Speak to Me/Breathe»/«Breathe (Reprise)», «Money», «Wish You Were Here» y «Comfortably Numb». Waters comentó a Associated Press que a pesar de que la experiencia de volver a tocar con Pink Floyd de nuevo fue positiva, las posibilidades de una auténtica reunión serían escasas considerando las diferencias musicales e ideológicas entre Gilmour y él. A pesar de que Waters tuvo diferencias de opinión sobre las canciones que se debían tocar, «acordó ceder por esa sola noche». Gilmour le dijo a Associated Press:
| « | Els assajos em van convèncer que no era una cosa que volgués fer durant molt de temps. Hi ha hagut tota mena de comiats a les vides i carreres de la gent que després han estat revocats, però jo puc afirmar categòricament que no hi haurà una altra gira o un altre àlbum en què jo participi. No té res a veure amb rancúnies ni res així. Només és que... He estat aquí, ja ho he fet. | » |

El mes de novembre de 2005 Pink Floyd va passar a ocupar un lloc en el Saló de la Fama del Regne Unit en una cerimònia on Pete Townshend de The Who va fer d'amfitrió.
Al setembre de 2005, Waters va llançar Ça Ira, (en francès «tot anirà bé»; Waters va afegir el subtítol, «hi ha esperança»), una òpera en tres actes traduïda a l'anglès del llibret d'Étienne Roda-Gil que té com a temàtica la Revolució francesa. Ça Ira es va llançar com a doble àlbum en CD, amb les interpretacions del baríton Bryn Terfel, la soprano Ying Huang i el tenor Paul Groves. Situada a principis de la Revolució francesa, el llibret original és obra de Roda-Gil i la seva esposa Nadine Delahaye. Waters va començar a reescriure el llibret en anglès en 1989, i va dir sobre la composició:
| « | Sempre he estat un gran seguidor de la música coral de Beethoven, Berlioz i Borodin... Aquest és descaradament romàntic i resideix en la tradició de principis del segle xix, perquè aquí és on estan els meus gustos per la música clàssica i coral. | » |

Waters va aparèixer a televisió per a parlar de l'òpera, però moltes de les entrevistes acabaven enfocant-se en la seva relació amb Pink Floyd, alguna cosa que Waters «evitava discretament», cosa que el biògraf de Pink Floyd Mark Blake diu que és «una prova de la seva afable edat madura o és gràcies als seus vint anys de psicoteràpia». Ça Ira va arribar al lloc número cinc de la llista Billboard Classical Music Chart als Estats Units.
Al juny de 2006, Waters es va embarcar en la gira The Dark Side of the Moon Live, que va durar dos anys començant a Europa i seguint pels Estats Units. La primera meitat dels concerts era una mescla de cançons de Pink Floyd i de la seva època en solitari, mentre que en la segona part tocava el disc de 1973 The Dark Side of the Moon al complet, la primera vegada en més de tres dècades que Waters tocava el disc complet. Els concerts acabaven amb un bis de cinc cançons de The Wall. En la gira va utilitzar luminotècnia completa dissenyada per Marc Brickman amb raigs làser, màquines de fum, flamerades, projeccions psicodèliques i inflables de diversos tipus, a més d'un so quadrafònic de 360 graus. En alguns dels concerts de 2006 Nick Mason es va unir a Waters per al set de The Dark Side of the Moon i els bisos. Waters va continuar la gira en 2007 per Austràlia i Nova Zelanda, per a seguir per Àsia, Europa, Sud-amèrica i els Estats Units novament al juny.
En els assajos previs a la gira, Waters va convocar al guitarrista britànic Andy Latimer de Camel, però finalment no van arribar a cap acord.
Al juliol de 2007, va tocar des de Nova York en el concert Live Earth, que es va dur a terme de manera simultània en diverses ciutats del món per a conscienciar a la gent sobre el canvi climàtic i les seves conseqüències. En la seva actuació va comptar amb l'ajuda del cor infantil Trenton Youth Choir i va desplegar el seu porc inflable. Waters va explicar a David Fricke per què pensa que The Wall continua sent rellevant avui dia:
| « | La pèrdua d'un pare és el puntal del qual se subjecta The Wall. Els anys passen i fills continuen perdent els pares, sense motiu. Ho pots veure avui dia amb tots aquests pares, homes veritables i bons, que perden les seves vides i membres a Iraq per cap raó. He tocat «Bring The Boys Back Home» als bisos de les meves últimes gires. Sembla més rellevant i dolorosos cantar aquesta cançó ara que el 1979. | » |

El 2007, Waters es va convertir en portaveu de Millennium Promise, una organització no governamental que ajuda a lluitar contra la pobresa extrema i la malària, per a això també va escriure un article d'opinió per a CNN. Al març de 2007, la cançó de Waters, «Hello (I Love You)» va aparèixer en la pel·lícula de ciència-ficció The Last Mimzy. La cançó sona com a fons dels crèdits finals. Després ho va llançar com a senzill descargable i va descriure el tema com «una cançó que captura la temàtica de la pel·lícula; la col·lisió entre els millors i pitjors instints de l'ésser humà, i com la innocència d'un nen pot guanyar en última instància».
Al març de 2008 Roger Waters es va reunir amb el músic argentí Gustavo Cerati a Nova York per a col·laborar en un tema a benefici de la Fundació Alas. La sessió es va dur a terme a l'estudi Looking Glass, pertanyent al reconegut compositor minimalista Philip Glass. Fins al dia d'avui, la destinació d'aquell enregistrament segueix sense revelar-se.
Waters va actuar al festival californià de Coachella l'abril de 2008 i havia d'encapçalar al costat d'altres artistes el concert Live Earth 2008 a Bombai, l'Índia, al desembre de 2008. Aquest concert es va cancel·lar a causa dels atacs terroristes de Bombai d'aquest mateix any. Waters ha parlat amb duresa sobre la política d'Orient Mitjà i al juny de 2009 es va mostrar en contra de la barrera israeliana de Cisjordània, dient que és una «obscenitat» que «hauria de tirar-se a baix». Al desembre de 2009, va donar el seu suport a la marxa per a la llibertat de Gaza.

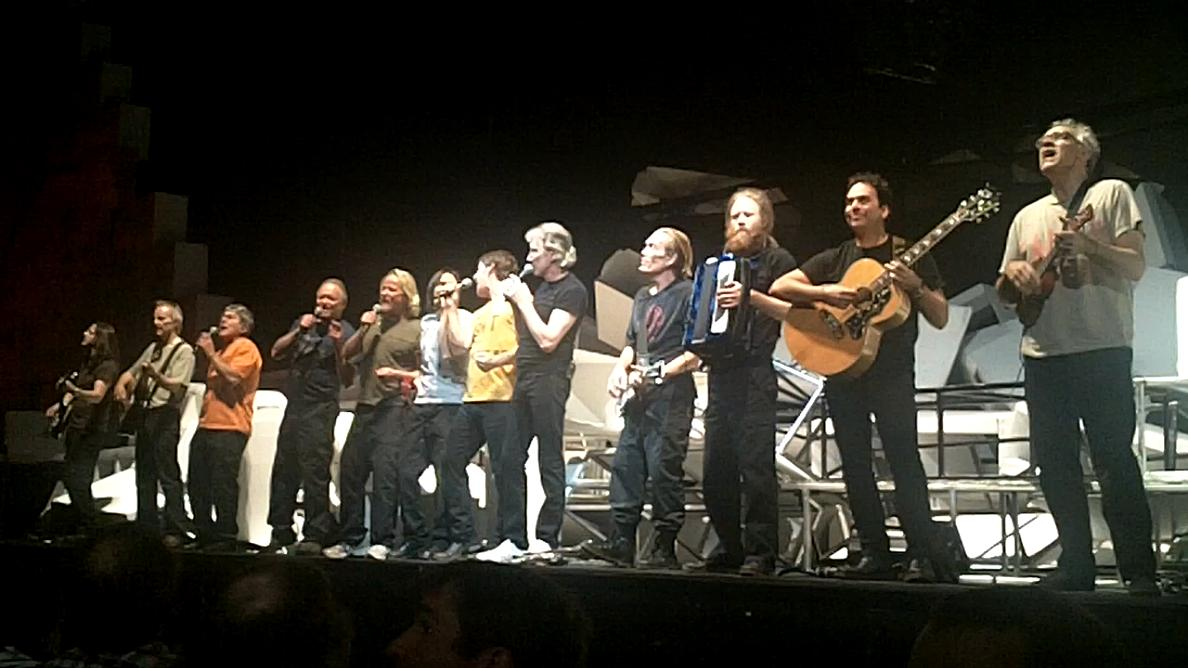
La banda de directe de Roger Waters en una actuació a Kansas en 2010.

Waters va confirmar la possibilitat de llançar un nou disc en solitari que «podria dir-se» Heartland i ha dit que té nombroses cançons compostes (algunes ja gravades) que pretén llançar en forma d'àlbum. Al juny de 2010, va llançar una versió de «We Shall Overcome», una cançó protesta derivada d'una tornada d'un himne de góspel de Charles Albert Tindley de 1901. Waters va actuar al costat de David Gilmour al Hoping Foundation Benefit Evening el juliol de 2010, on van tocar quatre cançons: «To Know Him Is to Love Him» (cançó que tocaven a les proves de so de la primera època de Pink Floyd), «Wish You Were Here», «Comfortably Numb» i «Another Brick in the Wall (Part Two)».
Al setembre de 2010, Waters va començar la gira The Wall Live, en la qual interpreta de manera íntegra el disc The Wall. Segons el crític de Daily Mail Col·le Moreton, «aquesta gira és un dels espectacles de rock més ambiciosos i complexos mai realitzada». S'estima que la gira va costar uns 37 milions de lliures esterlines com a cost inicial per arrancar-la.
El 2011, Waters es va presentar a l'estadi O2 Arena amb un concert de The Wall a Londres, principalment per a celebrar el 32è aniversari de l'àlbum i el 30è aniversari de l'últim concert de la gira de 1980-1981, on van aparèixer per sorpresa David Gilmour –a «Comfortably Numb» i a «Outside The Wall»– i Nick Mason –a la mateixa cançó–. En acabar «Outside The Wall», Roger es va col·locar enmig de Gilmour i Mason dient: «Fa 30 anys, quan vam fer David, Nick i jo per primera vegada, juntament amb Rick, jo era una persona arrogant, rondinaire, desafectada pel món del rock, com David ho pot dir aquí. Però tot això va canviar, no puc estar més feliç d'estar amb aquests 2 tipus i amb els altres, gràcies, han estat un públic fascinant» sortint de l'escenari amb abraçat a David. Waters li va dir a Associated Press que The Wall Tour segurament serà la seva última gira, dient: «No sóc tan jove com abans. No sóc com a B.B. King o Muddy Waters. No sóc un gran vocalista ni un gran instrumentista ni res, però encara tinc foc als budells i tinc coses a dir. Tinc el cant del cigne dins i crec que això s'acaba». Al març de 2012 Roger Waters va realitzar nou actuacions seguides a l'estadi de River Plate, a la ciutat de Buenos Aires, l'Argentina, amb una venda total de 400.000 entrades, convertint-se en l'espectacle de rock més vist en una sola ciutat superant el rècord que tenien els cinc recitals que havien donat Rolling Stones a la mateixa ciutat.
El juliol de 2013 va iniciar una nova fase de la seva gira per Europa. Després d'acabar la gira de The Wall, Roger va treballar amb Sean Evans per a fer un documental de la gira, el documental es va dir: Roger Waters: The Wall, el qual es va presentar en un festival el 2014 i es va estrenar mundialment en cinemes el 29 de setembre de 2015.
Després de finalitzar la gira de The Wall, Waters va anunciar que estava treballant en un àlbum nou. Waters no va participar en The Endless River, l'àlbum de Pink Floyd llançat a finals de 2014. En aquesta oportunitat va declarar que no participava en l'àlbum, a més de deixar clar que l'àlbum era de Gilmour, el finat Rick Wright i Nick Mason. També va deixar clar que Pink Floyd per a ell són història passada, declarant que feia molt de temps que no se sentia part de Pink Floyd.
A finals de 2015, el llegendari baixista va anunciar la publicació d'un nou àlbum l'any 2016. Aquest seria el quart disc d'estudi de Waters, qui no llançava material de llarga durada amb cançons noves des de 1992. El disc seria conceptual i tractaria de la xerrada d'un avi i el seu net sobre els mals que pesen sobre el món.En 2016 se organiza una gira con el nombre de Us + Them Tour con la que Waters visita varios países, entre ellos México. En el concierto de la Ciudad de México el músico incluyó como parte del espectáculo diversas frases que se vieron reflejadas en la pantalla principal, como por ejemplo: «¡Trump, eres un pendejo!», «Obama es un fraude» y «no necesitamos un muro». Otro de los eventos sobresalientes durante el concierto fue el típico cerdo aerostático que se lanzó con varias frases escritas en él, como: «Fue el Estado», «Vivos se los llevaron, vivos los queremos» junto con un número «43» en medio de la cara del cerdo (haciendo alusión a los 43 desaparecidos de Ayotzinapa). Por último, el artista dio un monólogo que no solamente iba dirigido a la audiencia, sino que en específico al presidente mexicano Enrique Peña Nieto:
| « | Hi ha un altre mur, el dels privilegis que divideixen els rics dels pobres... l'anterior vegada que vaig estar aquí, vaig conèixer algunes famílies dels joves desapareguts. Les seves llàgrimes es van fer les meves, però les llàgrimes no porten de tornada als seus fills... Senyor President, més de 28 homes, dones, nenes i nens han desaparegut, molts durant el seu mandat des del 2012. On són ? Què els va passar?... Recordeu que tota vida humana és sagrada, no només la dels seus amics. Senyor president, la gent està llesta per a un nou començament. És hora de fer caure el mur de privilegis que divideixen els rics dels pobres. Les seves polítiques han fallat. La guerra no és la solució... Senyor President escolti la seva gent, els ulls del món ho està veient. | » |

En acabar el seu monòleg, van començar les cançons «Vera» i «Bring the Boys Back Home» de l'Àlbum The Wall.
El 21 de maig del 2017, Roger tornaria a fer un concert als Estats Units, aquesta vegada tocant noves cançons que van ser: «When we Were Young», «Déjà vu», «The Last Refugee», «Picture That» i «Smell the Roses» d'un nou disc que estava treballant.
El 25 d'abril de 2017, Roger Waters va anunciar el llançament del seu nou disc, Is This the Life We Really Want?, que va sortir a la venda el dia 2 de juny del mateix any i que va ser el seu primer àlbum en 25 anys.
Els Concerts de Roger Waters a Barcelona (Us + Them) van ser dos concerts que van tenir lloc al Palau Sant Jordi de Barcelona els dies 13 i 14 d'abril de 2018 durant la gira mundial Us + Them, sent els dos concerts que van iniciar la segona part de la gira a Europa després d'una primera mànega als Estats Units i Oceania. Durant els concerts, d'una duració aproximada de 2 hores i 45 minuts, amb una pausa de 20 minuts, va interpretar peces del seu últim àlbum Is this the life we really want? així com clàssics de Pink Floyd dels àlbums Animals, The Dark Side of the Moon i The Wall.
L'any 2019, Roger Waters centrà l'atenció mediàtica en manifestar-se a favor del president veneçolà Nicolàs Maduro i posicionar-se en contra de l'imperialisme nord-americà de Donald Trump. Va anunciar que faria dos concerts a Mèxic el 2022.
El 17 de juliol de 2019, Roger Waters anuncia via Twitter la projecció de la seva pel·lícula Roger Waters Us + Them, pel·lícula produïda per Sean Evans i Roger Waters. Filmat a Amsterdam en el tram europeu del seu gira Us + Them Tour 2017 - 2018, en la qual Waters es va presentar davant més de dos milions de persones a tot el món, la pel·lícula presenta cançons dels seus àlbums llegendaris de Pink Floyd (The Dark Side of the Moon, The Wall, Animals, Wish You Were Here) i del seu últim àlbum, Is This The Life We Really Want?

## Equipament i instruments
L'instrument predominantment utilitzat per Waters a Pink Floyd va ser el baix elèctric. Va utilitzar per un curt espai de temps un baix Höfner que va reemplaçar per un Rickenbacker RM-1999/4001S, fins a 1970, quan va decidir canviar-se als baixos Fender Precision Bass. El seu P-Bass negre va poder veure's per primera vegada en un concert a Hyde Park, Londres, el juliol de 1970. No obstant això gairebé no va tornar a utilitzar-ho fins a abril de 1972, moment en què es va convertir en el seu baix principal. A l'octubre de 2010 la companyia Fender va utilitzar aquest mateix instrument com a base del seu model Roger Waters Precision Bass de la sèrie Fender Artist Signature. Waters, també promociona les cordes d'entorxat pla (planes) de RotoSound Jazz Bass 77. Al llarg de la seva carrera ha utilitzat amplificadors Selmer, WEM, Hiwatt i Ashdown. També ha usat efectes com delay, trémolo, chorus, panning i phaser a la seva música. Així mateix utilitza pickups EMG.
Waters també va experimentar amb sintetitzadors EMS Synthi A i VCS 3 durant el seu temps a Pink Floyd en cançons com «On the Run», «Welcome to the Machine», i «In the Flesh?» Va tocar guitarra elèctrica i acústica en diverses cançons de la banda usant guitarres Fender, Martin, Ovation i Washburn. Va tocar la guitarra elèctrica a «Sheep», del disc Animals, i guitarra acústica en diversos temes, com «Pigs on the Wing 1 & 2», també d'Animals, «Southampton Dock» de The Final Cut, i «Mother» de The Wall. En la cançó «One Of These Days» va utilitzar un efecte de ressò Binson Echorec 2.

## Controvèrsies
A través dels anys, Waters s'ha convertit en un ferm activista de moviments de boicot a l'Estat d'Israel. En aquest lapse ha intentat en innombrables ocasions pressionar a diversos músics per a cancel·lar presentacions en aquest país.
Entre les seves controvertides accions i manifestacions es troben les següents:
- Amb relació a Tel-Aviv rebent les finals del concurs de Eurovisió, va comparar als israelians amb alienígenes, manifestant que "Eurovisió em recorda a (la pel·lícula) Els usurpadors de cossos, perquè sembla haver estat envaït. Crec que eren alienígenes, encara que això és un insult per als alienígenes”.[92]
- Amb relació a la presentació de Madonna a Israel va declarar "alguns dels meus col·legues músics que han tocat fa poc a Israel diuen que ho fan per a construir ponts i aprofundir la causa de la pau. Pura merda. Tocar a Israel és molt lucratiu, però serveix per a normalitzar l'ocupació, l'apartheid, la neteja ètnica, l'empresonament de nens, la matança dels qui protesten sense armes".[93]
- El 2018, Waters va projectar la frase "Resistir l'antisemitisme israelià".[94] Aquesta frase, si bé pot resultar curiosa i confusa, es refereix al fet que la paraula "semita" és usada no sols per a descriure als israelians, sinó, també per a referir-se a totes les persones que parlin una llengua semita, incloent als àrabs i palestins, en aquest cas, l'antisemitisme israelià seria en contra de palestins.
- En una entrevista amb Omar Barghouti va declarar que "No estic segur que hi hagi règims molt més durs a tot el món que Israel".
- Amb relació a l'Hasbará, va manifestar “El que passa amb la propaganda, de nou, no és difícil tornar a Goebbels o la dècada de 1930. Entén que la tàctica és a dir la gran mentida tan sovint com sigui possible l'una i l'altra i una altra i una altra vegada. I la gent ho creu" novament relacionant a Israel amb l'antisemitisme (en aquest cas nazi).
- Referint-se al moviment de boicot, desinversió i sancions, va dir que “El boicot és una estratègia i tàctica molt específica que es pot utilitzar com a eina de protesta en situacions molt concretes. És una tàctica realista per a afectar el govern i al poble d'Israel". La declaració és profundament controvertida, atès que manifesta el desig d'afectar no sols el govern sinó al poble d'Israel també.
- En diversos concerts del músic britànic es va utilitzar inflables de porcs amb l'estrella de David al costat d'un crucifix, una mitja lluna, una falç i martell, el símbol del dòlar i de diverses multinacionals, que eren destruïts pel públic al final del xou així com també va col·locar l'estrella de David al costat d'altres símbols. Aquestes accions han estat interpretades per alguns com a crítiques a les religions i les idees en nom de les quals s'oprimeixen persones, per altres com antisionistes, o també com judeofòbia, aquesta última interpretació va ser presa per diferents grups en defensa dels drets dels jueus i grups proisraelians.

Degut a la seva manera de procedir, tant el Centre Simon Wiesenthal com la Lliga Antidifamación van considerar les seves declaracions i accions com a antisemites.
Molts defensors de Waters han criticat aquesta acusació poc fonamentada que contrasta amb la crítica antifeixista, antiracista i antiautoritària en les seves cançons, el fet que el pare de Roger Water, a qui ha dedicat part de la seva obra, morí a la Segons Guerra Mundial combatent els nazis, i el fet que la jove i seus néts de Waters són jueus, denunciant que "Els recents atacs contra Roger Waters són l'últim exemple de falses acusacions d'antisemitisme com a arma per defensar l'apartheid israelià".
Waters va argumentar que qualsevol crítica a les seves accions era un “arravatament incendiari i inútil” que “només pot impedir el progrés cap a la pau i l'entesa entre les persones. També és molt insultant per a mi a nivell personal, ja que m'acusa de ser antisemita, d'odiar als jueus".

## Discografia en solitari
- Music from "The Body" (28 de novembre de 1970) (Banda sonora de la sèrie de televisió The Body al costat de Ron Geesin)
- The Pros and Cons of Hitch Hiking (8 de maig del 1984)
- When the wind blows (30 d'octubre del 1986) (Banda sonora)
- Ràdio K.A.O.S. (15 de juny del 1987)
- The Wall Live in Berlin (17 de setembre del 1990) (disc i vídeo en directe)
- Amused to Death (1 de setembre del 1992)
- In the Flesh Live (5 de desembre del 2000) (disc i vídeo en directe)
- Flickering Flame: The Solo Years Vol. 1 (6 de maig del 2002)
- To Kill the Child / Leaving Beirut (3 de gener del 2005) - Single Edició Nipona
- Ça Ira (27 de setembre del 2005)
- Is This the Life We Really Want? (2 de juny del 2017)
- The Dark Side of the Moon redux 2023